# El viaje (película de 1974)
El viaje (en italiano, Il viaggio) es una película dramática italiana que sería la obra póstuma de Vittorio De Sica y basado en una novela de Luigi Pirandello.

## Argumento
Situado en Sicilia en los años anteriores a la Primera Guerra Mundial, Adriana De Mauro (Sophia Loren) ama a Cesar Braggi (Richard Burton), per Cesar, honorando los deseos póstumos de su padre, permite que su hermano Antonio (Ian Bannen) se casara con ella. Pero Antonio muere en un accidente de coche. El luto de Adriana por Antonio termina cuando César interviene para reavivar su lujuria de vida. Pronto, Adriana comienza a tener mareos. César la lleva a un especialista, y el diagnóstico no es bueno. Tiene una enfermedad incurable. En el resto de su tiempo que la enfermedad les permite estar juntos, César corteja a Adriana y finalmente le propone una góndola. Sin embargo, Signora De Mauro (Bárbara Pilavin), la madre de Adriana no está contenta con la relación y discute amargamente con César y se interpone en el camino.

## Reparto
- Sophia Loren como Adriana de Mauro
- Richard Burton como Cesare Braggi
- Ian Bannen como Antonio Braggi
- Barbara Pilavin como Adriana's Mother
- Renato Pinciroli como Dr. Mascione
- Daniele Vargas como Don Liborio, Juez
- Sergio Bruni como Armando Gill
- Ettore Geri como Rinaldo
- Olga Romanelli como Clementina
- Isabelle Marchall como Florista
- Riccardo Mangano como Dr. Carlini
- Annabella Incontrera como Simona

## Premios y nominaciones
Festival Internacional de Cine de San Sebastián
| Año  | Categoría                         | Persona      | Resultado |
| ---- | --------------------------------- | ------------ | --------- |
| 1974 | Concha de Plata a la mejor actriz | Sophia Loren | Ganadora  |